# Liboměřice
Liboměřice är en ort i Tjeckien.   Den ligger i regionen Pardubice, i den centrala delen av landet, 100 km öster om huvudstaden Prag. Liboměřice ligger 466 meter över havet och antalet invånare är 121.
Terrängen runt Liboměřice är platt österut, men västerut är den kuperad. Runt Liboměřice är det ganska glesbefolkat, med 25 invånare per kvadratkilometer. Närmaste större samhälle är Pardubice, 18,9 km norr om Liboměřice. Omgivningarna runt Liboměřice är en mosaik av jordbruksmark och naturlig växtlighet.